# Ton Baeten
Ton Baeten, O. Praem. (Tilburg, 12 februari 1931 – Heeswijk-Dinther, 26 januari 2018) was een Nederlands norbertijn en abt van de abdij van Berne.

## Opleiding en priesterwijding
Hij was de oudste zoon van Arthur Baeten en Huberta Somers, die een gezin van dertien kinderen stichtten. Na lager onderwijs aan de parochieschool van 't Goirke te Tilburg volgde hij het gymnasium in Heeswijk bij de Norbertijnen (op 22 juli 1948 afgerond met een Staatsexamen Gymnasium A), waarna hij op 17 september 1949 als novice intrad in de Abdij van Berne in het Brabantse Heeswijk.
Twee jaar later legde hij zijn tijdelijke geloften en op 17 september 1954 zijn plechtige geloften. Op 5 augustus 1956 werd hij tezamen met elf jaargenoten door Mgr. Jos Baeten, toenmalig Bisschop van Breda en een ver familielid, tot priester gewijd.
Van 1956 tot 1965 studeerde hij Klassieke Talen aan de Rijksuniversiteit van Utrecht, waarna hij gedurende twee jaar Latijn en Grieks doceerde aan het gymnasium in Heeswijk.
In de abdij heeft hij vele taken vervuld en verantwoordelijkheden gedragen, zoals bestuurslid van de abdij, prior (1968) en abt (1982). Hij was lange tijd bisschoppelijk gedelegeerde voor de religieuzen in het Bisdom 's-Hertogenbosch.
In 1984 ontving hij bij het 850-jarig bestaan van de abdij de koninklijke onderscheiding officier in de Orde van Oranje-Nassau.

## Abbatiaat
Op 15 november 1982 werd hij gekozen tot abt van de abdij. Hij werd hiermee de 68ste abt van Heeswijk en koos als wapenspreuk "Confirma fratres" (Versterk uw broeders). Door de progressieve en eigenzinnige koers van de abdij tijdens zijn abbatiaat kwam hij in aanvaring met het bisdom 's-Hertogenbosch. Abt Baeten was het gezicht van een generatie geestelijken die sympathiseerde met bewegingen zoals de Acht-Mei-beweging en wars was van vele liturgische regels. Onder Baetens leiding werd de abdij van Berne een geestelijk centrum van de modernistische beweging.
In 1986 bereikten de betrekkingen van Baeten met het Nederlands episcopaat een dieptepunt. De aanleiding hiervoor was de Acht Mei-manifestatie van dat jaar in 's-Hertogenbosch die besloten werd met een H. Mis. Daarin ging de abt voor met pastoraal werkster mevrouw Gokke-van Bommel, terwijl zij tegen alle liturgische voorschriften in, gezamenlijk een niet goedgekeurd eucharistisch gebed baden. Kardinaal Simonis besloot hierop de abt te ontslaan uit de adviesraad van de Nederlandse Bisschoppenconferentie.
Op 1 december 2000 is hij als abt teruggetreden.
In 2005 gingen de Nederlandse bisschoppen niet akkoord met het voorstel tot benoeming van Ton Baeten als geestelijk adviseur van de katholieke ouderenbond Unie KBO. De voornaamste reden voor deze beslissing was dat hij in april 2001 een column had geschreven voor het Eindhovens Dagblad over euthanasie (Euthanasie: onwrikbare standpunten?), dat inging tegen de kerkelijke standpunten rondom deze ethische kwestie.
In juni 2008 publiceerde hij in het Brabants Dagblad een column waarin hij uitvoer tegen het Nederlands episcopaat naar aanleiding van hun brief van mei 2008 aan alle Nederlandse priesters over de viering van de eucharistie.
Op 26 januari 2018 overleed Ton Baeten op 86-jarige leeftijd aan de gevolgen van een longontsteking en griep.

## Oeuvre
- Liever inzet, Over wachten op betere tijden voor kerk en samenleving, ISBN 9789055737369

- International Standard Name Identifier: 0000 0000 2819 2949
- Library of Congress Control Number: n92027834
- Nederlandse Thesaurus van Auteursnamen: 073477168
- Système universitaire de documentation: 16955774X
- Virtual International Authority File: 11497502
- WorldCat: E39PBJmxY9gW4hHr3FPkYWd84q